# 2011 aux échecs
| Années des échecs : 2008 - 2009 - 2010 - 2011 - 2012 - 2013 - 2014    |
| Décennies des échecs : 1980 - 1990 - 2000 - 2010 - 2020 - 2030 - 2040 |

Cet article présente les faits marquants de l'année 2011 aux échecs.

## Événements majeurs
- Les 8 et 9 février 2011, l'Iranien Ehsan Ghaem-Maghami bat le record du monde des parties simultanées, enregistré par le Livre Guinness des records, en affrontant 604 adversaires (580 victoires, 16 nulles, 8 défaites), soit un score de 588 points sur 604 possibles (97,35 %))[1].

- Ulrich Stephan remporte le 23e championnat du monde d'échecs par correspondance.

## Tournois et opens

### 1ertrimestre
- Vugar Gashimov bat au départage Francisco Vallejo Pons et remporte le Tournoi d'échecs de Reggio Emilia avec 6 points sur 9[2].
- Hikaru Nakamura remporte le Tournoi de Wijk aan Zee avec 9 points sur 13. Il devance Viswanathan Anand d'un demi point et Levon Aronian et Magnus Carlsen d'un point[3].
- Vassily Ivanchuk remporte le festival d'échecs de Gibraltar[4].
- Lê Quang Liêm remporte pour la deuxième année consécutive l'open Aeroflot avec 6,5 points sur 9, devançant au départage Nikita Vitiugov et Evgueni Tomachevski[5].
- Humpy Koneru remporte la sixième étape du « Grand Prix » féminin à Doha avec 8 points sur 11. Elle devance au départage Elina Danielian (8/11 également) et Marie Sebag (7/11)[6]. Grâce à cette victoire, Humpy Koneru affrontera Hou Yifan pour le titre mondial[7] en 2012.
- Levon Aronian remporte la 20e et dernière édition du Tournoi Amber à Monaco. Aronian remporte le tournoi à l'aveugle, et Magnus Carlsen remportent le tournoi rapide[8].
- À  Aix-les-Bains, Vladimir Potkine remporte le Championnat d'Europe d'échecs individuel. Il devance au départage Radoslaw Wojtaszek, Judit Polgar et Alexander Moiseenko[9].

### 2etrimestre
- 15-24 mai : Le tournoi d'échecs de Danzhou est remporté par Yu Yangyi[10].
- Le Mémorial Capablanca est remporté par Vassili Ivantchouk[11].

### 3etrimestre
- Le tournoi d'échecs de Dortmund est remporté par Vladimir Kramnik[12].
- Le festival d'échecs de Bienne est remporté par Magnus Carlsen[13].
- La finale du Grand Slam Masters est remportée par Magnus Carlsen[14].

### 4etrimestre
- Le tournoi d'échecs de Poïkovski est remporté par Étienne Bacrot[15].
- Magnus Carlsen remporte le Mémorial Tal au départage devant Levon Aronian avec 5,5 points sur 9 possibles[16].
- Le London Chess Classic est remporté par Vladimir Kramnik[17].

## Championnats continentaux et nationaux individuels

### Championnats continentaux individuels
| Compétition                              | Champion mixte | Championne |
| ---------------------------------------- | -------------- | ---------- |
| Championnat d'Afrique d'échecs           |                |            |
| Championnat d'Asie d'échecs              |                |            |
| Championnat d'Amérique d'échecs          |                |            |
| Championnat d'Europe d'échecs individuel |                |            |
| Championnat d'Océanie d'échecs           |                |            |

### Championnats nationaux individuels
| Pays                                              | Champion mixte                | Championne                     |
| ------------------------------------------------- | ----------------------------- | ------------------------------ |
| Championnat d'Afrique du Sud d'échecs             |                               |                                |
| Championnat d'Albanie d'échecs (en)               |                               |                                |
| Championnat d'Algérie d'échecs                    |                               |                                |
| Championnat d'Allemagne d'échecs                  | Igor Khenkin                  | Sarah Hoolt                    |
| Championnat d'Andorre d'échecs                    |                               |                                |
| Championnat d'Argentine d'échecs                  | Martín Lorenzini (es)         | Ayelén Martínez (es)           |
| Championnat d'Arménie d'échecs                    | Robert Hovhannisyan           | Siranush Andriasian            |
| Championnat d'Australie d'échecs                  | pas de chammpionnat           | pas de championnat             |
| Championnat d'Autriche d'échecs                   | Georg Fröwis (de)             | Eva Moser                      |
| Championnat d'Azerbaïdjan d'échecs                | Nidjat Mamedov                | Turkan Mamedyarova             |
| Championnat du Bangladesh d'échecs                |                               |                                |
| Championnat de la Barbade d'échecs                |                               |                                |
| Championnat de Belgique d'échecs                  | Bart Michiels,                | Anna Zozulia,                  |
| Championnat de la Biélorussie d'échecs            | Andreï Jyhalka                | Anna Sharevich                 |
| Championnat de Birmanie d'échecs                  |                               |                                |
| Championnat de Bolivie d'échecs                   |                               |                                |
| Championnat de Bosnie-Herzégovine d'échecs        |                               |                                |
| Championnat du Botswana d'échecs                  |                               |                                |
| Championnat du Brésil d'échecs                    | Rafael Leitão                 | Artêmis Pâmela Guimarães (pt)  |
| Championnat de Bulgarie d'échecs                  | Yulian Radulski (en)          | Adriana Nikolova               |
| Championnat du Canada d'échecs                    | Bator Sambuev et Eric Hansen, | Natalia Khoudgarian            |
| Championnat du Chili d'échecs                     |                               |                                |
| Championnat de Chine d'échecs                     | Ding Liren                    | Zhang Xiaowen                  |
| Championnat de Colombie d'échecs                  |                               |                                |
| Championnat de Corée du Sud d'échecs              | Kim Inguh                     |                                |
| Championnat du Costa Rica d'échecs                |                               |                                |
| Championnat de Croatie d'échecs                   |                               |                                |
| Championnat de Cuba d'échecs                      | Yuniesky Quezada              |                                |
| Championnat de Chypre d'échecs                    |                               |                                |
| Championnat du Danemark d'échecs                  |                               |                                |
| Championnat d'Écosse d'échecs                     | Ketevan Arakhamia-Grant       |                                |
| Championnat des Émirats Arabes Unis d'échecs      |                               |                                |
| Championnat d'Érythrée d'échecs                   | Debesai Zerabruk              | Pas de championnat dédié       |
| Championnat d'Espagne d'échecs                    | Alvar Alonso Rosell (en)      | Yudania Hernández Estévez (es) |
| Championnat d'Estonie d'échecs                    |                               |                                |
| Championnat des États-Unis d'échecs               | Gata Kamsky                   | Anna Zatonskih                 |
| Championnat des îles Féroé d'échecs               |                               |                                |
| Championnat de Finlande d'échecs                  |                               |                                |
| Championnat de France d'échecs                    | Maxime Vachier-Lagrave,       | Sophie Milliet,                |
| Championnat de Géorgie d'échecs                   |                               |                                |
| Championnat d'échecs de Grande-Bretagne           | Michael Adams                 | Jovanka Houska                 |
| Championnat de Grèce d'échecs                     |                               |                                |
| Championnat du Guatemala d'échecs                 |                               |                                |
| Championnat du Honduras d'échecs                  |                               |                                |
| Championnat de Hongrie d'échecs                   |                               |                                |
| Championnat d'Inde d'échecs                       |                               |                                |
| Championnat d'Indonésie d'échecs                  |                               |                                |
| Championnat d'Iran d'échecs                       |                               |                                |
| Championnat d'Irlande d'échecs                    |                               |                                |
| Championnat d'Islande d'échecs                    |                               |                                |
| Championnat d'Israël d'échecs                     |                               |                                |
| Championnat d'Italie d'échecs                     |                               |                                |
| Championnat de Jamaïque d'échecs                  |                               |                                |
| Championnat du Japon d'échecs                     | Ryuji Nakamura                |                                |
| Championnat du Kazakhstan d'échecs                | Pavel Kotsour                 |                                |
| Championnat du Kenya d'échecs                     |                               |                                |
| Championnat du Kosovo d'échecs                    | Naim Sahitaj                  |                                |
| Championnat de Lettonie d'échecs                  |                               |                                |
| Championnat du Liban d'échecs                     |                               |                                |
| Championnat de Lituanie d'échecs                  |                               |                                |
| Championnat du Luxembourg d'échecs                |                               |                                |
| Championnat de Macédoine d'échecs                 |                               |                                |
| Championnat de Madagascar d'échecs                |                               |                                |
| Championnat de Malaisie d'échecs                  |                               |                                |
| Championnat de Malte d'échecs                     |                               |                                |
| Championnat du Maroc d'échecs                     |                               |                                |
| Championnat du Mexique d'échecs                   |                               |                                |
| Championnat de Moldavie d'échecs                  |                               |                                |
| Championnat de Mongolie d'échecs                  |                               |                                |
| Championnat du Monténégro d'échecs                |                               |                                |
| Championnat du Népal d'échecs                     |                               |                                |
| Championnat de Namibie d'échecs                   | Max Nitzborn                  | Lishen Mentile                 |
| Championnat de Nouvelle-Zélande d'échecs          |                               |                                |
| Championnat de Norvège d'échecs                   |                               |                                |
| Championnat d'Ouzbékistan d'échecs                |                               |                                |
| Championnat du Pakistan d'échecs                  |                               |                                |
| Championnat du Panama d'échecs (en)               |                               |                                |
| Championnat du Paraguay d'échecs                  |                               |                                |
| Championnat d'échecs des Pays-Bas                 | Anish Giri                    | Zhaoqin Peng                   |
| Championnat du Pays de Galles d'échecs            |                               |                                |
| Championnat du Pérou d'échecs                     |                               |                                |
| Championnat des Philippines d'échecs              |                               |                                |
| Championnat de Pologne d'échecs                   | Mateusz Bartel                | Jolanta Zawadzka               |
| Championnat du Portugal d'échecs                  |                               |                                |
| Championnat de la République Dominicaine d'échecs |                               |                                |
| Championnat de la République Tchèque d'échecs     |                               |                                |
| Championnat de Roumanie d'échecs                  |                               |                                |
| Championnat de Russie d'échecs                    | Peter Svidler,                | Valentina Gounina              |
| Championnat du Salvador d'échecs                  |                               |                                |
| Championnat de Serbie d'échecs                    | Ivan Ivanisevic               | Jovana Erić                    |
| Championnat des Seychelles d'échecs (en)          |                               |                                |
| Championnat de Singapour d'échecs                 |                               |                                |
| Championnat de Slovaquie d'échecs                 |                               |                                |
| Championnat de Slovénie d'échecs                  |                               |                                |
| Championnat du Sri Lanka d'échecs                 |                               |                                |
| Championnat de Suède d'échecs                     |                               |                                |
| Championnat de Suisse d'échecs                    | Viktor Kortchnoï              | Alexandra Kosteniuk            |
| Championnat du Suriname d'échecs                  |                               |                                |
| Championnat de Trinité-et-Tobago d'échecs         |                               |                                |
| Championnat de Turquie d'échecs                   |                               |                                |
| Championnat d'Ukraine d'échecs                    | Ruslan Ponomariov             | Kateryna Doljykova             |
| Championnat d'Uruguay d'échecs                    |                               |                                |
| Championnat du Venezuela d'échecs                 |                               |                                |
| Championnat du Vietnam d'échecs                   | Dao Thien Hai                 |                                |
| Championnat de Zambie d'échecs                    | Daniel Jere                   |                                |

## Évolution des classements mondiaux en 2011
Les joueurs d'échecs ont un classement Elo mis à jour chaque mois par la FIDE en fonction de leurs résultats sportifs, et chaque partie jouée rapporte ou retire des points Elo aux joueurs. Au cours de l'année 2011, plusieurs progressions au classement Elo sont remarquées.

### Classement mixte
| Rang 2012 | Nom                  | Né en | Fédération  | Elo 2012 | Rang 2011 | Elo 2011 | Évolution     |
| --------- | -------------------- | ----- | ----------- | -------- | --------- | -------- | ------------- |
| 1         | Magnus Carlsen       | 1990  | Norvège     | 2 835    | 1         | 2 814    | 21            |
| 2         | Levon Aronian        | 1982  | Arménie     | 2 805    | 3         | 2 805    | en stagnation |
| 3         | Vladimir Kramnik     | 1975  | Russie      | 2 801    | 4         | 2 784    | 17            |
| 4         | Viswanathan Anand    | 1969  | Inde        | 2 799    | 2         | 2 810    | 11            |
| 5         | Teimour Radjabov     | 1987  | Azerbaïdjan | 2 773    | 12        | 2 744    | 29            |
| 6         | Veselin Topalov      | 1975  | Bulgarie    | 2 770    | 6         | 2 775    | en stagnation |
| 7         | Sergueï Kariakine    | 1990  | Russie      | 2 769    | 5         | 2 776    | en stagnation |
| 8         | Vassily Ivanchuk     | 1969  | Ukraine     | 2 766    | 9         | 2 764    | en stagnation |
| 9         | Alexander Morozevich | 1977  | Russie      | 2 763    | 39        | 2 700    | 63            |
| 10        | Vugar Gashimov       | 1986  | Azerbaïdjan | 2 761    | 13        | 2 736    | 25            |

### Classement femmes
| Rang 2012 | Nom                 | Né en | Fédération | Elo 2012 | Rang 2011 | Elo 2011 | Évolution     |
| --------- | ------------------- | ----- | ---------- | -------- | --------- | -------- | ------------- |
| 1         | Judit Polgár        | 1976  | Hongrie    | 2 710    | 1         | 2 686    | 24            |
| 2         | Hou Yifan           | 1994  | Chine      | 2 605    | 3         | 2 602    | en stagnation |
| 3         | Humpy Koneru        | 1987  | Inde       | 2 589    | 2         | 2 607    | 18            |
| 4         | Anna Muzychuk       | 1990  | Slovénie   | 2 580    | 8         | 2 529    | 51            |
| 5         | Kateryna Lahno      | 1989  | Ukraine    | 2 557    | 11        | 2 518    | 39            |
| 6         | Ju Wenjun           | 1991  | Chine      | 2 552    | 13        | 2 514    | 38            |
| 7         | Zhao Xue            | 1985  | Chine      | 2 551    | 18        | 2 494    | 57            |
| 8         | Nadezhda Kosintseva | 1985  | Russie     | 2 537    | 5         | 2 552    | 15            |
| 9         | Nana Dzagnidze      | 1987  | Géorgie    | 2 535    | 6         | 2 550    | 15            |
| 10        | Antoaneta Stefanova | 1979  | Bulgarie   | 2 523    | 7         | 2 546    | 23            |

## Nécrologie
- 2 janvier : Srećko Nedeljković[75]
- 13 janvier : Greg Hjorth
- 15 janvier : Roque Muñoz[76]
- 12 février : Mato Damjanović
- 19 février : Jeremy Gaige (en)
- 15 mars : Natalia Konopliova
- 2 avril : Larry Parr (en)
- 8 mai : Soňa Pertlová
- 2 juin : Leonid Yurtaev (en)
- 4 juin : Bo Lindgren (en)
- 10 juillet : Carlos Cuartas
- 4 août : Mark Pasman (en)
- 15 août : Genesis Potini
- 17 août : Pirkko Irmeli Ekström (en)
- 21 août : Arne Vinje (en)
- 27 août : John Purdy (en)
- 15 septembre : Dieter Stern
- 20 septembre : Liu Wenzhe (en)
- 24 septembre : Konstantin Lerner
- 2 octobre : Andrija Fuderer
- 31 octobre : Boris de Greiff (en)
- 24 décembre : Vitali Tsechkovski